# 圣朱莱塔
圣朱莱塔（義大利語：Santa Giuletta），是意大利帕维亚省的一个市镇。总面积11.67平方公里，人口1702人，人口密度145.8人/平方公里（2009年）。国家统计（ISTAT）代码为018140。

## 友好城市
- 義大利莫雷斯